# Jean de Haynin
Jean de Haynin, ridder en heer van Hainin en Louvignies (Hainin, 14 oktober 1423 – aldaar, 12 mei 1495) was een edelman, militair en kroniekschrijver uit het graafschap Henegouwen.

## Leven
Hij behoorde tot de lagere adel van Henegouwen en vocht vanaf 1452 in de legers van de Bourgondische hertogen Filips de Goede en Karel de Stoute. Meer bepaald stond hij aan het hoofd van een twaalftal manschappen uit het gevolg van Jacques de Luxembourg. Hij schreef memoires die in verschillende handschriften zijn overgeleverd, waaronder een autograaf, en ook een verloren vroeger werk over de blijde inkomst van koning Lodewijk XI van Frankrijk in Parijs en zijn kroning.

## Memoires
Haynin begon op 22 mei 1466 een kroniek die loopt van 1465 tot de paasnacht van 1477. In dit historisch waardevolle document beschrijft hij als deelnemer en ooggetuige het oorlogsgeweld (de Ligue du Bien Public en de Luikse Oorlogen, de verwoesting van Dinant en Luik, de executie van Willem Hugonet en Gwijde van Brimeu door de Gentenaars), maar ook de feesten en begrafenissen van de groten van zijn tijd (de uitvaart van Filips de Goede in 1467, het huwelijk van Karel de Stoute in 1468, het twaalfde kapittel van de Orde van het Gulden Vlies in Valenciennes in 1473). Voor de jaren 1465-1470, geschreven op campagne, is zijn verslag dens en factueel. De periode erna, toen hij zich op zijn landgoederen had teruggetrokken, is eerder intermittent. Hij voegde allerlei documenten toe die hem bereikten: brieven, grafschriften, liedjesteksten en bijvoorbeeld ook het gedicht Temple de Mars van Jean Molinet (over het Verdrag van Soleuvre). Ook noteerde hij geboortes, huwelijken en sterfgevallen in de familie. Na zijn dood deed zijn oudste zoon François nog aanvullingen.

## Familie
Haynin trouwde rond 1456 met Marie de Roisin († 1480) en had met haar zeker twaalf kinderen (Jeanne, Jean, Antoine, Colette, Cateline, Pierre, François, Madeleine, Anne, Barbe, Bernard, Nicolas en Ghislain).

## Handschriften
- Brussel, Koninklijke Bibliotheek van België, ms. II 2545 (autograaf)
- Brussel, Koninklijke Bibliotheek van België, ms. 11677-11683
- Den Haag, Koninklijke Bibliotheek
- Firenze, Biblioteca Medicea Laurenziana, ms. 182

## Uitgaven
De uitgave van Brouwers is niet zonder lacunes en andere gebreken:
- Mémoires de Jean, sire de Haynin et de Loivignies (1465–1477), ed. Dieudonné Brouwers, Luik, Cormaux, 2 dln., 1905-1906
- Anne-Catherine de Nève de Roden, L'Entrevue de Péronne et le sac de Liège. Édition critique d'un extrait des 'Mémoires' de Jean de Haynin, onuitgegeven licentiaatsthesis, Louvain-la-Neuve, 1995

## Voetnoten
1. ↑  D.A.L. Morgan, "Memoirs and the Self-Consciousness of the Court: the Birth of a Genre" in: The Court as a Stage. England and the Low Countries in the Later Middle Ages, ed. Andrew Boyle, 2006, p. 128. Gearchiveerd op 16 augustus 2023.